# Tajhte
Tajhte este o localitate din comuna Šentjur, Slovenia, cu o populație de 65 de locuitori.